# Cô Gái Hà Lan

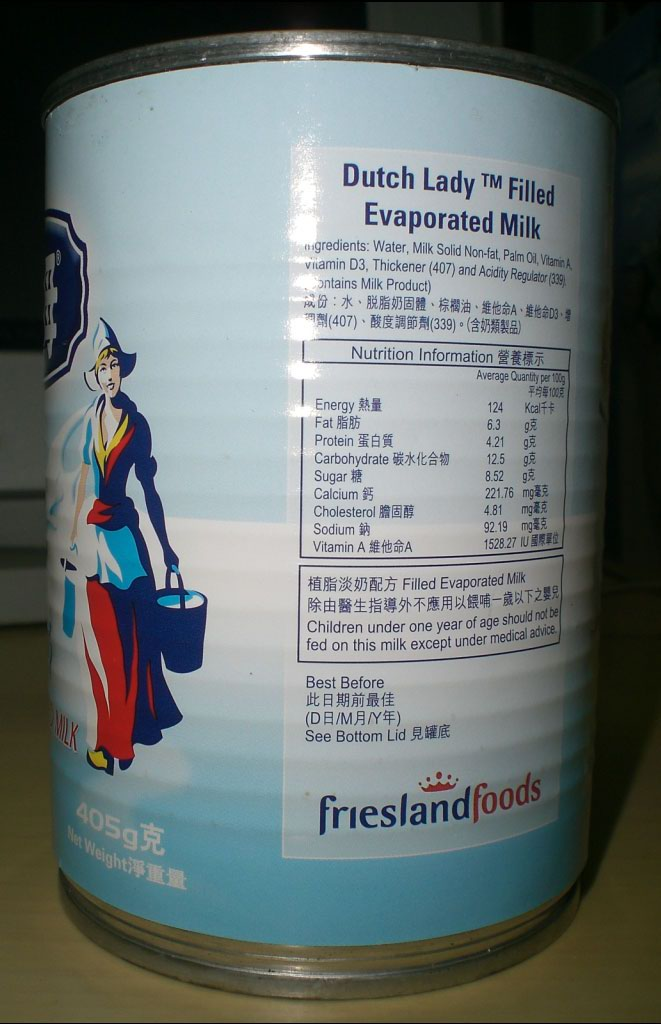
Một hộp sữa bay hơi hiệu Cô gái Hà Lan (Dutch Lady Milk)

Các sản phẩm sữa Cô gái Hà Lan

Cô Gái Hà Lan (Dutch Lady Milk Industries) là nhãn hiệu của là nhà sản xuất sữa bò và các chế phẩm từ sữa tại Malaysia,  Singapore, Hong Kong, Brunei, Philippines, Nhật Bản và Việt Nam từ những năm 1960. Trước đây công ty này trực thuộc Royal FrieslandFoods vốn là một hợp tác xã đa quốc gia có trụ sở tại Hà Lan. Dutch Lady Malaysia hiện là công ty con của FrieslandCampina, được thành lập vào tháng 12 năm 2008 do sự sáp nhập giữa FrieslandFoods và Campina. Các sản phẩm hiện tại của Công ty Dutch Lady Milk Industries bao gồm sữa dành cho trẻ vị thành niên, sữa tiệt trùng cao nhiệt (UHT), sữa tiệt trùng, sữa tươi, sữa bột gia đình, sữa chua ít béo và 0% chất béo, và sữa chua ít béo. Như tên gọi tiếng Việt, nhãn hiệu này nhận biết với thiết kế hình ảnh của một cô gái người Hà Lan hai tay xách hai xô sữa tươi mới vắt.

## Kinh doanh
Công ty ban đầu có tên là Pacific Milk Industries (Malaya) Sdn Bhd vào ngày 28 tháng 5 năm 1963, nơi công ty được ủy quyền sản xuất sữa đặc có đường tại nhà máy ở Petaling Jaya đã trở thành cơ sở sản xuất đầu tiên của FrieslandFoods bên ngoài Hà Lan. Dutch Lady Milk Industries được thành lập như một công ty TNHH cổ phần tư nhân và bắt đầu chỉ sản xuất sữa đặc, trước khi mở rộng sang các sản phẩm sữa. Trước khi mở rộng quy mô sản xuất, nhiều sản phẩm của hãng đã bắt đầu được phân phối sang các nước xung quanh ở Châu Á và Châu Đại Dương. Vào ngày 24 tháng 9 năm 1968, công ty này trở thành công ty sữa đầu tiên được niêm yết trên Sở giao dịch chứng khoán quốc gia Kuala Lumpur và Singapore và đến năm 1975 đổi tên thành Dutch Baby Milk Industries (Malaya) Berhad. Sau khi hiện đại hóa công ty, công ty đổi tên thành Dutch Lady Milk Industries Berhad vào năm 2000 và đã sử dụng phương pháp xử lý nhiệt độ cực cao (UHT) và công nghệ đóng gói từ những năm 1970 để sản xuất sữa nội địa.
Công ty Dutch Lady Milk Industries Berhad tiếp tục từng bước sản xuất và giới thiệu các sản phẩm mới vào thị trường Malaysia gồm sữa tiệt trùng được sản xuất tại địa phương và bán dưới hình thức chai nhựa vào năm 1983, việc sản xuất các sản phẩm sữa ướp lạnh bắt đầu vào năm 1986, sữa chua trái cây và sữa dành cho trẻ vị thành niên được đưa vào thị trường vào năm 1986 dến năm 1988. Năm 2011, Dutch Lady Malaysia được báo cáo là công ty dẫn đầu thị phần trong phân khúc sữa dành cho người lớn với thương hiệu Dutch Lady nắm giữ 40% thị phần toàn quốc Malaysia. Hồ sơ tài chính trong quý đầu tiên của năm 2012 cho thấy doanh thu tăng 9% so với cùng kỳ năm trước, với lợi nhuận ròng là 27,5 triệu RM (8,72 triệu USD). Bất chấp sự suy thoái của ngành công nghiệp sữa Malaysia, Dutch Lady Malaysia được cho là đang trên đà đạt được mục tiêu doanh thu 1 tỷ RM trong năm 2013.